# Streptosyllis aequiseta
Streptosyllis aequiseta är en ringmaskart som beskrevs av Hartmann-Schröder 1981. Streptosyllis aequiseta ingår i släktet Streptosyllis och familjen Syllidae. Inga underarter finns listade i Catalogue of Life.